# فیلادلفیا فلایرز
فیلادلفیا فلایرز (در انگلیسی: Philadelphia Flyers) نام یک تیم حرفه‌ای هاکی روی یخ از شهرفیلادلفیا در ایالت پنسیلوانیا آمریکا است. ورزشگاه رسمی این تیم، ولز فارگو سنتر نام دارد و اعضاء آن در لیگ ملی هاکی (NHL)، یعنی لیگ بزرگ و سراسری هاکی روی یخ آمریکای شمالی شرکت می‌کنند.

تیم هاکی روی یخ فیلادلفیا فلایرز تاکنون موفق به کسب دو جام استنلی شده است.